# Mirabilit
Mirabilit, auch als natürliches Glaubersalz (in älterer Literatur auch gediegenes Glaubersalz) bezeichnet, ist ein eher selten vorkommendes Mineral aus der Mineralklasse der Sulfate (und Verwandte). Es kristallisiert im monoklinen Kristallsystem mit der chemischen Zusammensetzung Na2[SO4]·10H2O, ist also chemisch gesehen ein Natriumsulfat-Decahydrat.
Mirabilit entwickelt meist kurz- bis langprismatische Kristalle bis etwa 10 cm Länge, aber auch blockförmige, körnige oder massige Mineral-Aggregate und krustige Überzüge. Frische Proben sind zunächst farblos und transparent, die Oberflächen zeigen Glasglanz. An trockener Luft dehydratisiert Mirabilit aber sehr schnell, das heißt, er verliert sein Kristallwasser und trocknet aus, wobei er sich in Thénardit umwandelt und matt-weiß anläuft. Durch Fremdbeimengungen kann Mirabilit auch eine gelblichweiße bis grünlichweiße Farbe annehmen.
Mit einer Mohshärte von 1,5 bis 2,5 gehört Mirabilit zu den weichen Mineralen, die sich ähnlich wie das Referenzmineral Gips (2) mit dem Fingernagel ritzen lassen.

## Etymologie und Geschichte
Der Name Mirabilit geht auf die lateinische Bezeichnung sal mirabilis zurück, was so viel wie „erstaunliches Salz“ bedeutet. Johann Rudolph Glauber (1604–1670) wählte diese Bezeichnung, als er 1626 bei der Analyse von Mineralwasser ein unbekanntes Salz mit abführender Wirkung entdeckte. 1658 konnte er das Salz auch künstlich durch Reaktion von Kochsalz mit Schwefelsäure herstellen. Nach der Entdeckung von natürlichem Natriumsulfat benannte Wilhelm Ritter von Haidinger das neue Mineral 1845 nach der alten Bezeichnung sal mirabilis „Mirabilit“.

## Klassifikation
In der veralteten 8. Auflage der Mineralsystematik nach Strunz gehörte der Mirabilit zur Mineralklasse der „Sulfate, Chromate, Molybdate, Wolframate“ (einschließlich Selenate und Tellurate) und dort zur Abteilung „Wasserhaltige Sulfate, ohne fremde Anionen“, wo er zusammen mit Syngenit die „Mirabilit-Syngenit-Gruppe“ mit der System-Nr. VI/C.15 und den weiteren Mitgliedern Koktait, Lecontit und Matteuccit bildete.
Im zuletzt 2018 überarbeiteten und aktualisierten Lapis-Mineralienverzeichnis nach Stefan Weiß, das sich aus Rücksicht auf private Sammler und institutionelle Sammlungen noch nach dieser alten Form der Systematik von Karl Hugo Strunz richtet, erhielt das Mineral die System- und Mineral-Nr. VI/C.21-80. In der „Lapis-Systematik“ entspricht dies ebenfalls der Abteilung „Wasserhaltige Sulfate, ohne fremde Anionen“, wo Mirabilit zusammen mit Eugsterit, Hydroglauberit, Koktait, Lecontit, Matteuccit, Omongwait, Syngenit und Wattevilleit (auch Wattevillit, Status fraglich) eine eigenständige, aber unbenannte Gruppe bildet.
Auch die seit 2001 gültige und von der International Mineralogical Association (IMA) zuletzt 2009 aktualisierte 9. Auflage der Strunz’schen Mineralsystematik ordnet den Mirabilit in die Abteilung der „Sulfate (Selenate usw.) ohne zusätzliche Anionen, mit H2O“ ein. Diese ist allerdings weiter unterteilt nach der relativen Größe der beteiligten Kationen, so dass das Mineral entsprechend seiner Zusammensetzung in der Unterabteilung „Mit ausschließlich großen Kationen“ zu finden ist, wo es als einziges Mitglied die unbenannte Gruppe 7.CD.10 bildet.
Die vorwiegend im englischen Sprachraum gebräuchliche Systematik der Minerale nach Dana ordnet den Mirabilit ebenfalls in die Klasse der „Sulfate, Chromate und Molybdate“ und dort in die Abteilung der „Wasserhaltigen Säuren und Sulfate“ ein. Hier ist er als einziges Mitglied in der unbenannten Gruppe 29.02.02 innerhalb der Unterabteilung der „Wasserhaltigen Säuren und Sulfate mit (A+)2XO4 • x(H2O)“ zu finden.

## Kristallstruktur
Mirabilit kristallisiert monoklin in der Raumgruppe P21/c (Raumgruppen-Nr. 14) mit den Gitterparametern a = 10,51 Å, b = 10,37 Å, c = 12,85 Å und β = 107,8° sowie vier Formeleinheiten pro Elementarzelle.

## Eigenschaften

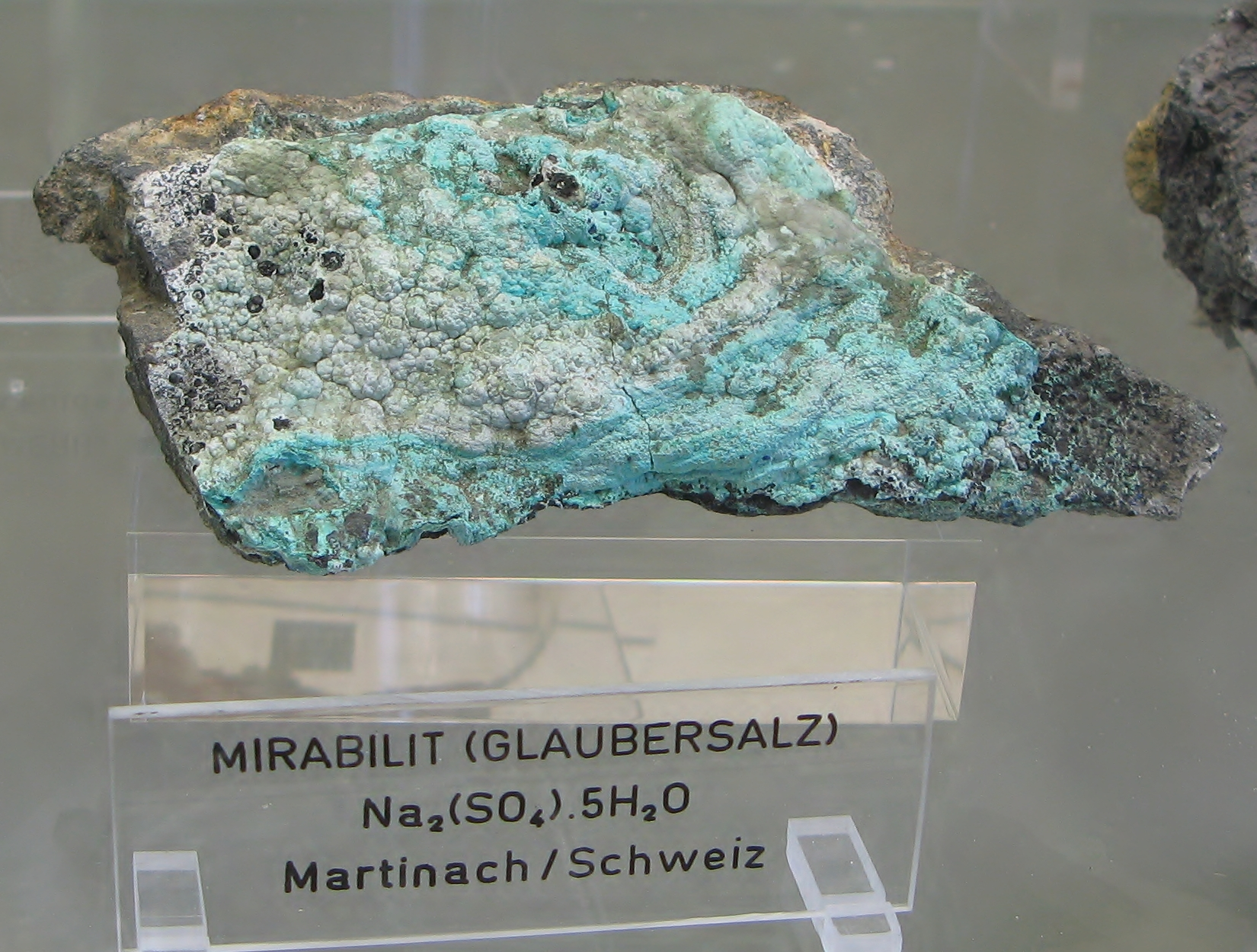
Seltener, blaugrüner Mirabilit aus Martigny, VS, Schweiz

Mirabilit ist nicht nur empfindlich gegen Austrocknung, sondern auch leicht wasserlöslich und kann sich selbst in seinem eigenen Kristallwasser lösen. Auch bei zu hoher Luftfeuchtigkeit zerfließen die Kristalle relativ schnell. Mineralproben sollten daher immer in vollständig trockenen und luftdichten Behältern aufbewahrt werden.
Auf der Zunge fühlt sich Mirabilit zunächst kühl an, schmeckt dann aber salzig bis bitter. Vor dem Lötrohr zeigt sich eine gelbe Flammenfärbung, was ein Hinweis auf den Natriumgehalt ist.

## Bildung und Fundorte

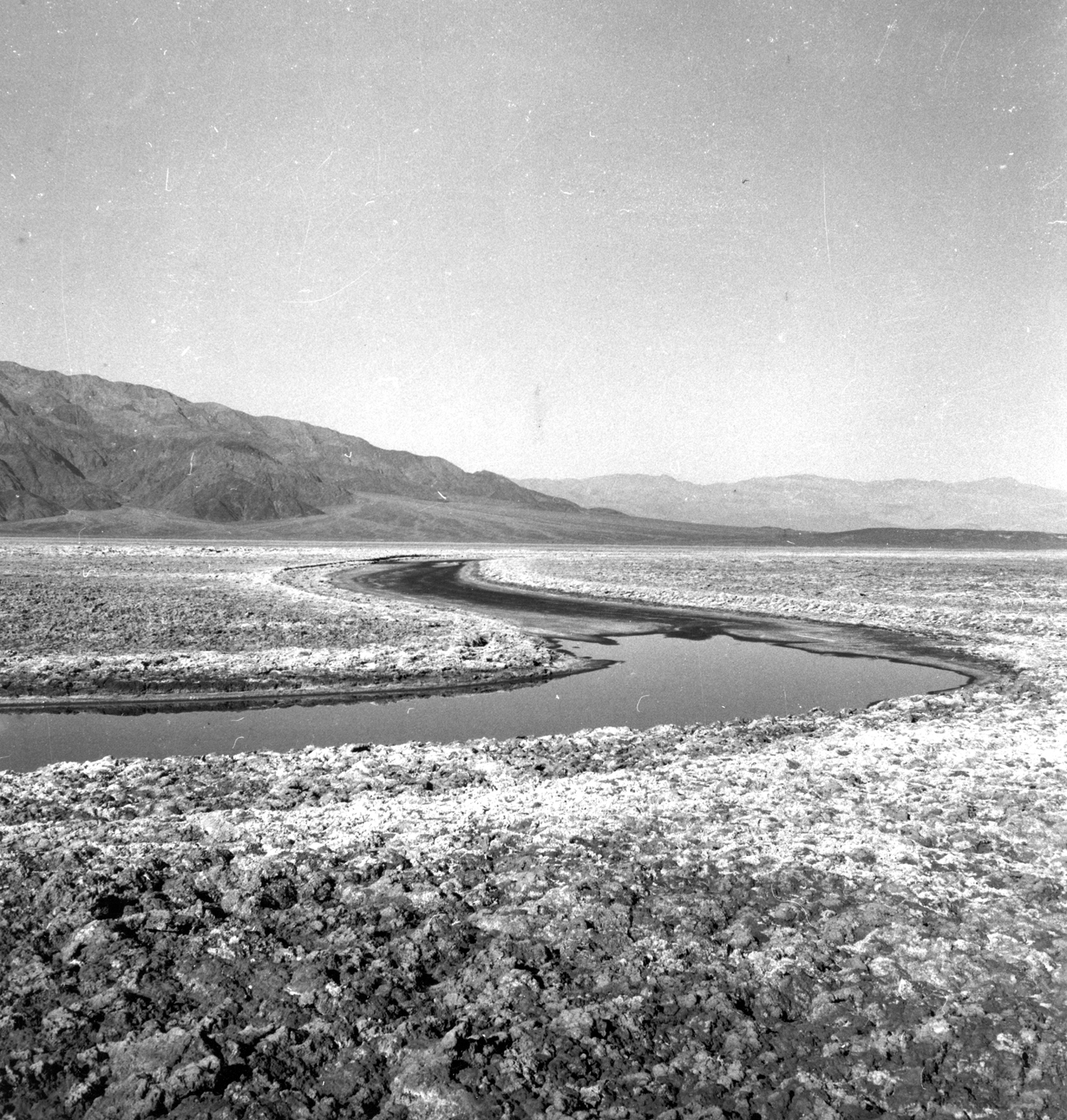
Westlicher Nebenarm des Salt Creek im Death Valley. Die Krusten und Ausblühungen am Kanalrand bestehen größtenteils aus Mirabilit.

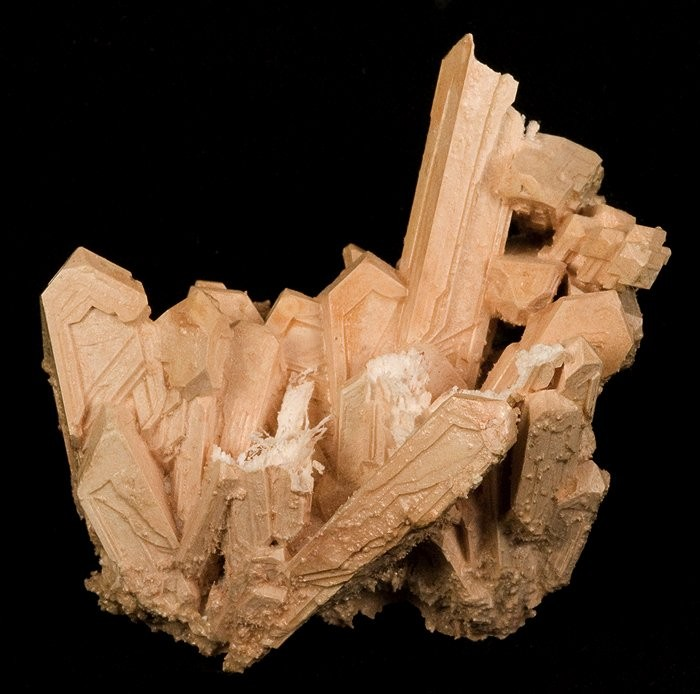
Pseudomorphose von Thénardit nach Mirabilit aus Boron, Kern County, Kalifornien (Größe: 5,9 × 5,4 × 4,9 cm)

Mirabilit bildet sich in Evaporiten unter ariden Bedingungen. Er kristallisiert dort aus übersättigten Natriumsulfatlösungen aus, wie sie an salzhaltigen Quellen oder in Salztonebenen anzutreffen sind. Begleitminerale sind neben Thénardit unter anderem noch Aphthitalit, Blödit, Epsomit, Gips, Glauberit, Halit und Trona.
Als eher seltene Mineralbildung kann Mirabilit an verschiedenen Fundorten zum Teil reichlich vorhanden sein, insgesamt ist er aber wenig verbreitet. Bisher (Stand: 2013) gelten rund 180 Fundorte als bekannt.
In Deutschland wurde das Mineral unter anderem bei Heringen und Philippsthal im hessischen Werratal; bei Hänigsen, Wathlingen und am Lüneburger Kalkberg in Niedersachsen; bei Friedland in Mecklenburg-Vorpommern; in der Gipsgrube „Mathias“ bei Rammelfangen im Saarland sowie in der Grube „Willi Agatz“ bei Dresden in Sachsen gefunden.
In Österreich trat Mirabilit bisher vor allem im Salzburger Land auf, wo er in mehreren Gips- und Salzgruben bzw. in Thermalquellen nachgewiesen wurde. Daneben fand sich das Mineral aber auch am Pfennigbach bei Puchberg am Schneeberg in Niederösterreich, in den Salzgruben von Altaussee (Steiermark) und Hall in Tirol sowie in Oberösterreich am Bad Ischler Salzberg, bei Hallstatt und in der Hintersteiner Alp bei Spital am Pyhrn in Oberösterreich.
In der Schweiz fand sich Mirabilit bisher in der Gipsgrube bei Birmenstorf im Kanton Aargau, in Martigny im Kanton Wallis, im Salzbergwerk Bex im Kanton Waadt und im Bergwerk Käpfnach im Kanton Zürich. Weiter konnten Mirabilit-Vorkommen in der Faustloch-Höhle im Berner Oberland sowie in der Höhle Réseau des Morteys bei Charmey im Kanton Freiburg festgestellt werden.
Bekannte Fundorte für Mirabilit sind unter anderem auch die Tăușoare-Höhle in Rumänien und der Nationalpark Death Valley im US-Bundesstaat Kalifornien. Weitere Fundorte liegen in Ägypten, der Antarktis, Argentinien, Australien, Bolivien, Chile, China, England, Frankreich, Italien, Japan, Kanada, Madagaskar, Mexiko, den Niederlanden, Norwegen, Polen, Russland, der Slowakei, Spanien, Tadschikistan, Tschechien, der Türkei, Turkmenistan, der Ukraine, Ungarn und weiteren Bundesstaaten der USA.

## Verwendung

### Als Rohstoff
Mirabilit ist ein Rohstoff zur Herstellung von Soda.

### In der Medizin
Mirabilit ist bis auf das Kristallwasser chemisch gesehen mit dem Glaubersalz identisch. Wie dieses kann es als Abführmittel (Laxativum) eingesetzt werden. In der traditionellen chinesischen Medizin wird es als Abführmittel unter dem Namen máng xiāo (芒硝) eingesetzt.